# دارودسته (مجموعه تلویزیونی)
دار و دسته (به انگلیسی: Entourage) یک مجموعه تلویزیونی کمدی-درام آمریکایی است که از شبکه اچ‌بی‌او پخش میشود.